# Nationalrat (Austria)
Il Consiglio nazionale o Nationalrat in tedesco è la prima camera del Parlamento austriaco. Secondo la costituzione federale austriaca, condivide il potere legislativo federale con il Bundesrat, che rappresenta la camera alta e la partecipazione dei nove stati federati (Bundesländer) nella formulazione della legislazione federale.
Entrambe le camere sono impostate come organismi indipendenti. In generale, le iniziative di legge vengono prima discusse dal Consiglio nazionale, mentre il Bundesrat nel processo legislativo ha solo un diritto di veto sulle leggi federali approvate dal Consiglio nazionale.
Nella maggior parte dei casi il veto del Bundesrat ha solo un effetto sospensivo, nel senso che il Consiglio nazionale può ignorarlo, riapprovando la legge con delibera ordinaria di almeno la metà dei suoi membri. Pertanto, il Bundesrat può solo ritardare l'iter legislativo.
In casi particolari il Nationalrat e il Bundesrat si riuniscono nel loro insieme come Assemblea federale (Bundesversammlung).
Sede del Consiglio nazionale è il palazzo del Parlamento nella capitale Vienna.

## Storia

### Precursore
Assemblea nazionale provvisoria

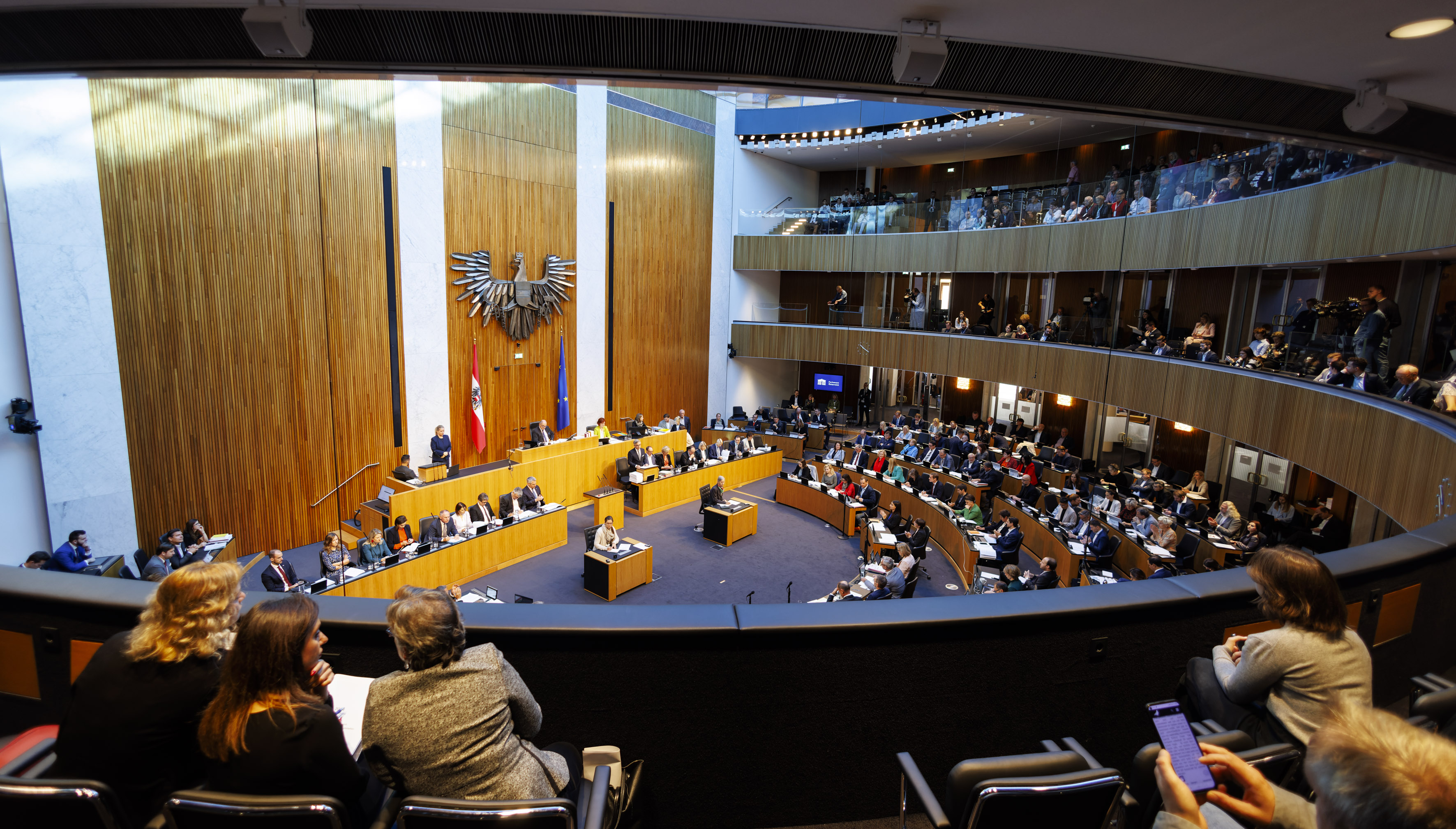
Aula del Nationalrat

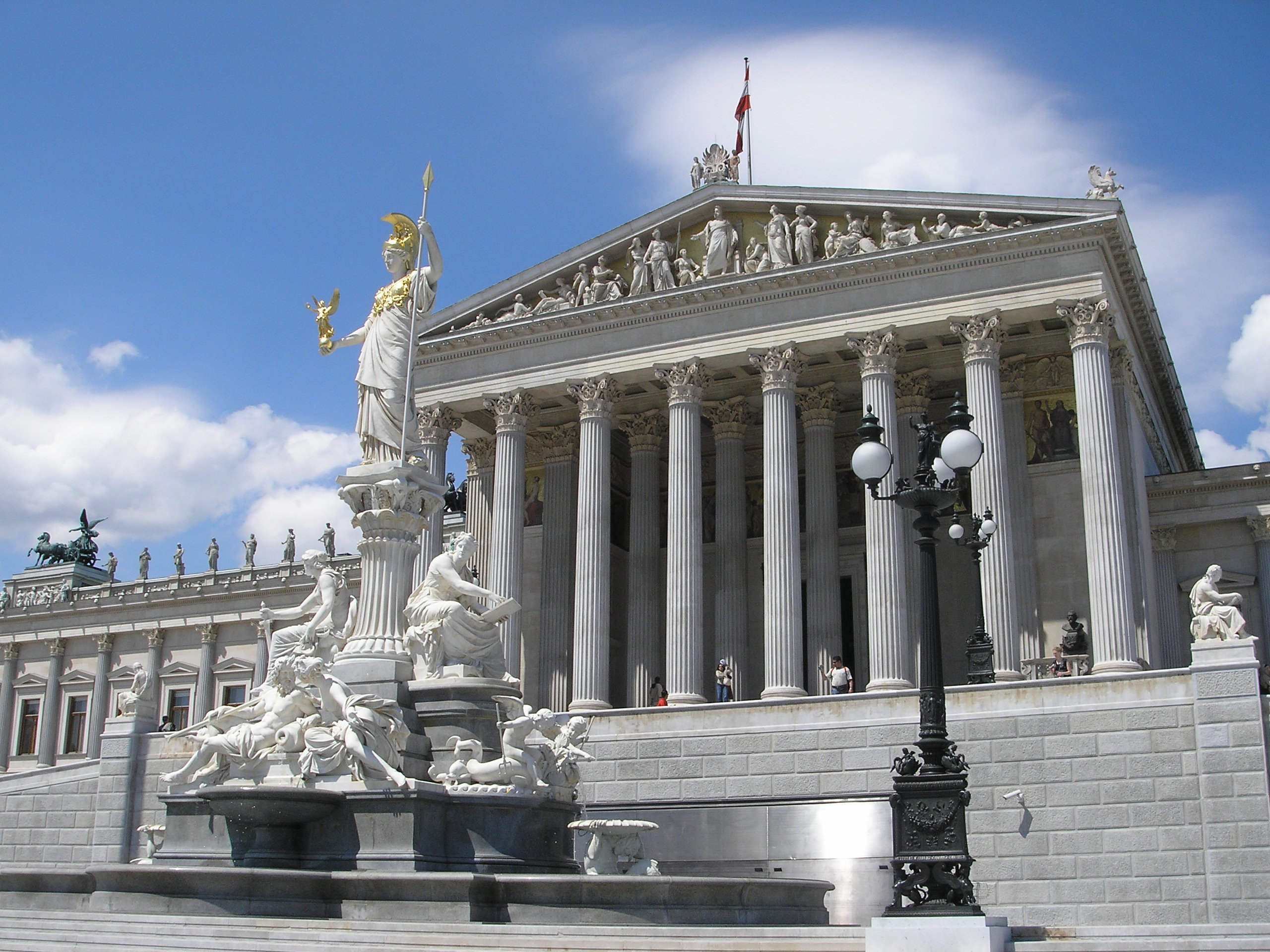
Scalinata del Parlamento con la statua di Minerva

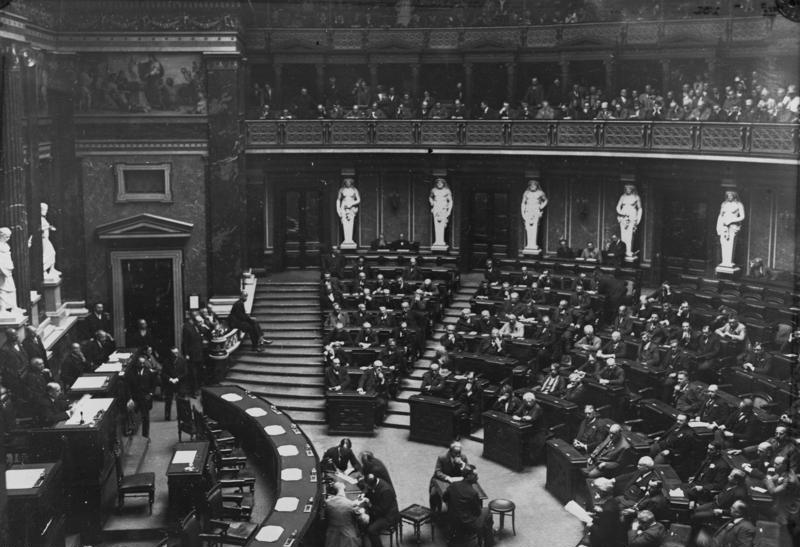
L'interno della sala riunioni del Parlamento, dove l'Assemblea nazionale convocata a partire dal 1920, fu distrutto dai bombardamenti nel 1945 (Foto: 1930)

Concepito poco prima della fine della prima guerra mondiale, quando l'Impero austro-ungarico era in totale disfacimento, il 21 ottobre 1918 i membri tedeschi della Camera dei rappresentanti reali e imperiali del Reichsrat, presieduti da Karl Seitz presso il Palazzo Bassa Austria a Vienna, si proclamarono come Assemblea nazionale provvisoria per l'Austria tedesca.
Il 30 ottobre selezionarono tra di essi i membri del comitato esecutivo, quello che si chiamò in seguito Consiglio di stato austro-tedesco. Karl Seitz fu rieletto alla presidenza, mentre Karl Renner venne eletto alla Cancelleria dello Stato.
Con il governo dello Stato dell'Austria tedesca, come la più alta autorità dello stato provvisorio, i segretari di Stato (ministri) rilevarono a inizio novembre l'attività del precedente Governo imperiale, del ministro della liquidazione Heinrich Lammasch, così come del Ministero della guerra e del Ministero degli Esteri dell'Impero austro-ungarico.
Il 12 novembre il vecchio Consiglio imperiale austriaco, dopo che l'ultimo imperatore asburgico Carlo I aveva fatto a meno il giorno prima "a qualsiasi quota degli affari di stato", svolse la sua ultima sessione quel mattino. Il pomeriggio, l'Assemblea nazionale riunita per la prima volta nel palazzo del Parlamento approvò la "Legge sullo Stato e di governo dell'Austria tedesca." L'articolo 1 recita: " l'Austria tedesca è una repubblica democratica. Tutti gli enti pubblici sono al servizio dal popolo. "L'articolo 2 inizia con la frase ": l'Austria tedesca è parte della Repubblica tedesca," La decisione fu annunciata a migliaia di manifestanti davanti al palazzo, proclamando così la Repubblica.
Facendo riferimento alla dottrina annunciata dal presidente degli Stati Uniti d'America Thomas Woodrow Wilson, "L'autodeterminazione dei popoli" avevano partecipato alle riunioni anche i delagati tedeschi dalla Boemia, Moravia, Slesia austriaca e dell'Alto Adige.
L'Austria tedesca sosteneva i locali insediamenti tedeschi ma non riuscii, perché non poté impedire né agli italiani, né ai cechi l'occupazione dei territori popolati da tedeschi.
Assemblea nazionale costituente
L'elezione dell'Assemblea costituente del 16 febbraio 1919 fu effettiva solamente nell'autunno 1919 quando avvenne la definizione contrattuale del territorio dello Stato dell'Austria tedesca, ad eccezione del Burgenland che venne acquisito dal paese nei primi giorni d'autunno del 1921 a spese dell'Ungheria.
In queste elezioni, per la prima volta nella storia dell'Austria, tutti i cittadini adulti di sesso femminile e i cittadini tedeschi che abitavano nell'ex territorio dell'impero, poterono votare. Il diritto di voto venne concesso pure ai cittadini dell'ex Impero tedesco, se erano, al momento dell'elezioni, attualmente residenti in Austria.
Con la ratifica del Trattato di Saint Germain - accettò il suo contenuto, la delegazione del Consiglio di Stato guidata da Karl Renner non ebbe quasi alcuna influenza - il 21 ottobre 1919 l'Assemblea nazionale estese le giurisdizione del Parlamento, non più dominata dagli insediamenti tedeschi della Austria storica. Il precedente nome "Stato dell'Austria tedesca " in base al trattato venne sostituito da "Repubblica d'Austria". Inoltre, l'unione con la Germania fu esclusa.
L'Austria, tuttavia, fu chiamata, in conformità con i trattati di S. Germain e del Trianon, nell'autunno del 1921, ad acquisire i territori occidentali dell'Ungheria, in Austria chiamati Burgenland.
Legittimata dal popolo l'Assemblea costituente adottò la Costituzione federale (B-VG), entrata in vigore il 10 novembre 1920.

### Il Nationalrat

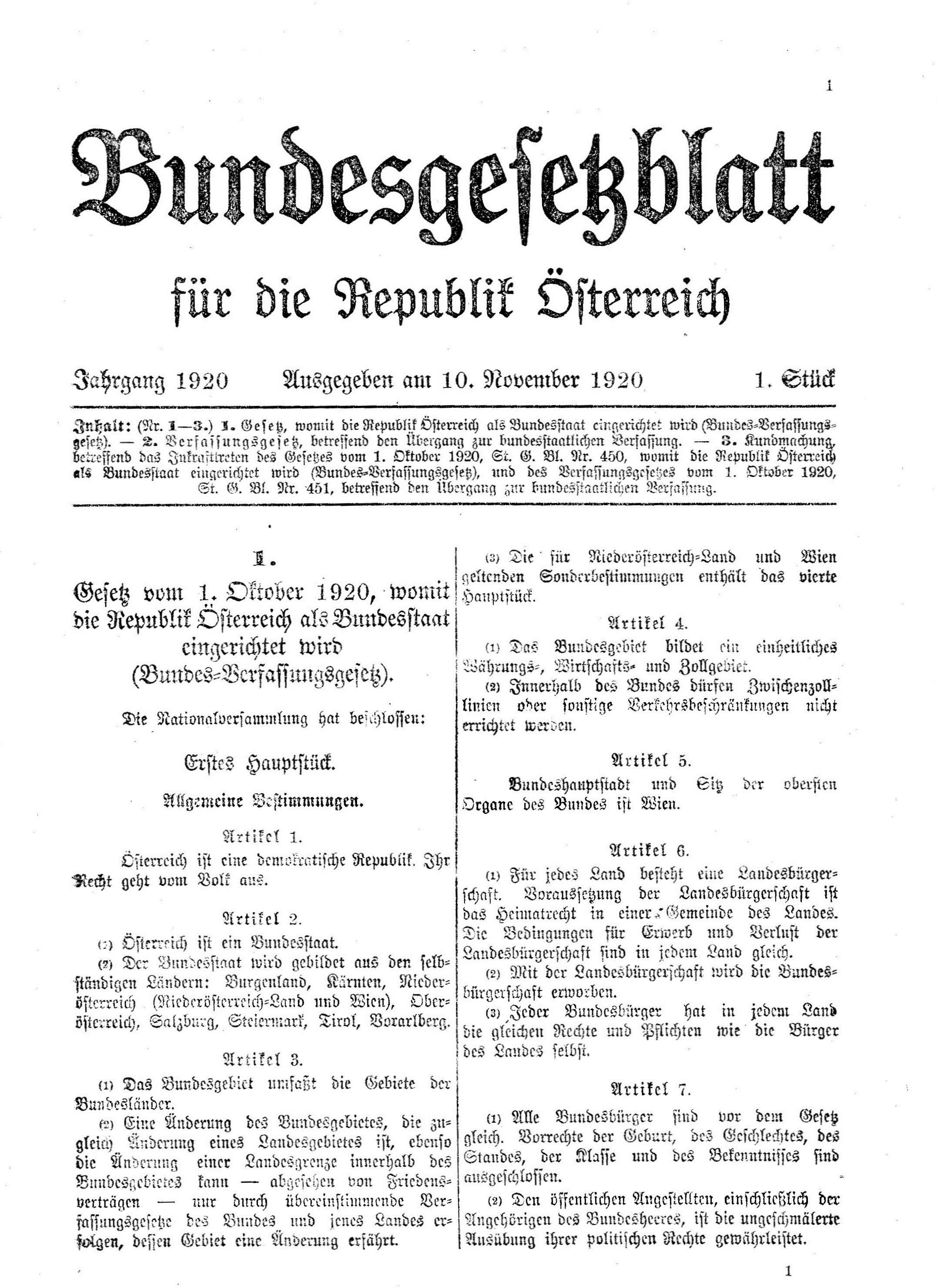
Gazzetta ufficiale federale del 10 novembre 1920: legge 1º ottobre 1920, la Repubblica d'Austria è istituita come Stato (legge Costituzionale)

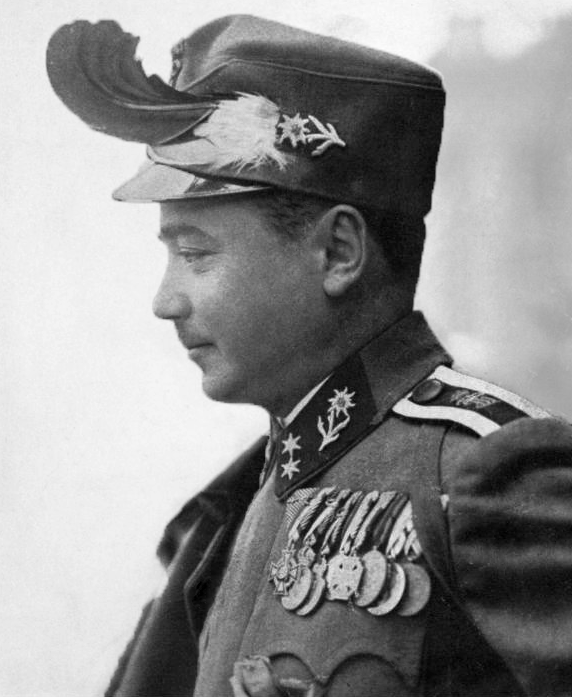
Engelbert Dollfuss

#### 1920, prime elezioni nazionali della Prima Repubblica
In considerazione della nuova costituzione, il 17 ottobre 1920, si tennero nuove elezioni, le prime elezioni nazionali nella storia del paese.
Con esse la grande coalizione della fase di fondazione della repubblica ebbe fine.
Il 10 novembre dello stesso anno il Consiglio nazionale, nato dalle elezioni, sostituì  l'Assemblea nazionale che, come oggi, era composto da 183 delegati. Nel 1925 il numero venne ridotto con un emendamento all'art. 165 della costituzione federale.
Nella Prima Repubblica il Nationalrat fu il palcoscenico nazionale dei violenti conflitti tra i governi conservatori guidati dai cristiano-sociali e l'opposizione dei socialdemocratici.

#### 1927, l'incendio del Palazzo di Giustizia come pomo della discordia
Particolarmente violenti furono i dibattiti nazionali scatenati dall'incendio del 15 luglio 1927 al Palazzo di Giustizia di Vienna.
Nel corso di una pacifica e spontanea manifestazione di massa di lavoratori alcuni piromani appiccarono fuoco al Palazzo di Giustizia; come reazione la polizia federale, sotto il controllo del ministro della polizia Johann Schober, cacciò i manifestanti sparando, ferendone millecento e uccidendone ottantasei.

#### 1929, modifica costituzionale
Nel 1929, un emendamento costituzionale adottato su richiesta dei conservatori rafforzò i diritti del presidente federale. Il Presidente federale non era più eletto dal Parlamento, ma era eletto dal popolo. Tuttavia, come compromesso con i socialdemocratici, la maggior parte dei diritti del Presidente federale erano vincolati dalla proposta del governo federale responsabile di fronte al Consiglio nazionale.
Tuttavia, il governo non venne più eletto dal Consiglio nazionale, ma nominato dal Presidente.
Il comando dell'esercito passò dal Consiglio nazionale al Presidente federale.

#### 1930, ultime elezioni parlamentari della Prima Repubblica
Il 9 novembre 1930 si svolsero le ultime elezioni nazionali prima della dittatura e la guerra. I nazisti ricevettero il 3% dei voti validi e nessun mandato.

#### 1933, l'eliminazione del Nationalrat
Sulla scia di una votazione, in cui ogni voto contava, il Presidente che presiedeva la seduta non votò. Il 4 marzo 1933 tutti e tre i Presidenti del Nationalrat (Karl Renner, Rudolf Ramek e Sepp Straffner) in conseguenza di ciò si dimisero dall'incarico, e visto che le norme nazionali non contenevano disposizioni per questo caso, la sessione non poté essere conclusa a norma di legge.
L'allora Cancelliere federale, Engelbert Dollfuss, utilizzò questa opportunità per sopprimere il parlamentarismo in Austria.
Il 15 marzo 1933 una riconvocazione del Parlamento fu impedita da Dollfuss con la violenza della polizia.
La Corte di giustizia costituzionale non poté essere convocata, perché spinti del governo i giudici conservatori si dimisero facendo mancare il quorum.

#### 1934, guerra civile
Nel corso dei combattimenti del 12 febbraio 1934 il governo di Dollfuss vietò il Partito Socialdemocratico e annullò tutti i seggi parlamentari dei socialdemocratici.

#### 1933-1945, dittatura e nazismo
Il Cancelliere riprese una legge costituzionale del primo dopoguerra ai sensi della quale rimaneva in vigore la legge sull'economia di guerra del 1917, e governando abusivamente per decreti legge.
Il 1º maggio 1934, Dollfuss trasformò la repubblica in uno stato autoritario e corporativo dominato dal Fronte Patriottico senza Parlamento.
Dollfuss inaugurò, in quello stesso anno, una politica apertamente nazionalista e filofascista contraria all'Anschluss alla Germania nazista; tuttavia, il 12 marzo 1938 l'Austria cessò di esistere come stato indipendente.
Nel periodo nazista la sede del Parlamento di Vienna fu utilizzato e indicato come la camera del Land.

#### 1945, prime elezioni nazionali della Seconda Repubblica
Il 25 novembre 1945 si svolsero le elezioni generali, le prime tenute dal 1930. Circa gli 800 000 ex membri del partito nazista non erano eleggibili. Da allora ebbero luogo, regolarmente, altre 19 elezioni nazionali.
Il regolamento interno del Consiglio nazionale venne modificato in modo che non si ripetesse la crisi del 1933. Nel 1971, il numero dei rappresentanti venne aumentato nuovamente a 183.

## Elezioni parlamentari

### Modalità
I cittadini collettivamente affrancati (in tedesco Bundesvolk) stanno sullo stesso livello e godono di uguale diritto ad avere un suffragio: diretto, personale, libero e segreto per uomini e donne che il giorno delle elezioni abbiano compiuto il sedicesimo anno d'età, secondo i principi della rappresentanza proporzionale, per l'elezione dei 183 deputati del Nationalrat (Art. 26 comma 1 B-VG).
Sono eleggibili al Consiglio nazionale tutti gli elettori che hanno la cittadinanza austriaca alla data di registrazione e che entro il giorno delle elezioni abbiano compiuto i diciotto anni di età (articolo 26 comma 4 B-VG).
L'attuazione e la gestione delle elezioni nazionali spetta alla competente autorità elettorale, convocata prima di ogni elezione (art. 26 bis B-VG). La determinazione dei risultati delle elezioni è suddivisa in tre istruttorie.
La seconda e terza istruttoria riguardano il superamento della cosiddetta "barriera del 4%"
e l'immediato annuncio, senza ritardi, dei risultati definitivi, appena questi siano evidenti (§ 108 Ab 4 NRWO).
Il neoeletto Consiglio nazionale viene convocato dal Presidente federale al più tardi entro 30 giorni dopo le elezioni Questa deve essere indetta dal Governo federale in modo tale che il Consiglio nazionale eletto possa riunirsi il giorno successivo alla scadenza del quarto anno della legislatura (art. 27 cpv 2 B-VG).
Nel corso della prima riunione vi è il giuramento dei parlamentari (§ 4 comma 1 GOG-NR). Dopo il giuramento, si svolgono le elezioni del Presidente e dei vicepresidenti del Nationalrat (§ 5 comma 1 GOG-NR), la commissione principale (art. 55, comma 1 B-VG), la sottocommissione permanente (art. 55 cpv 3 B-VG), e il segretario (§ 5 comma 2 GOG-NR).

### Risultati delle elezioni parlamentari nella seconda Repubblica

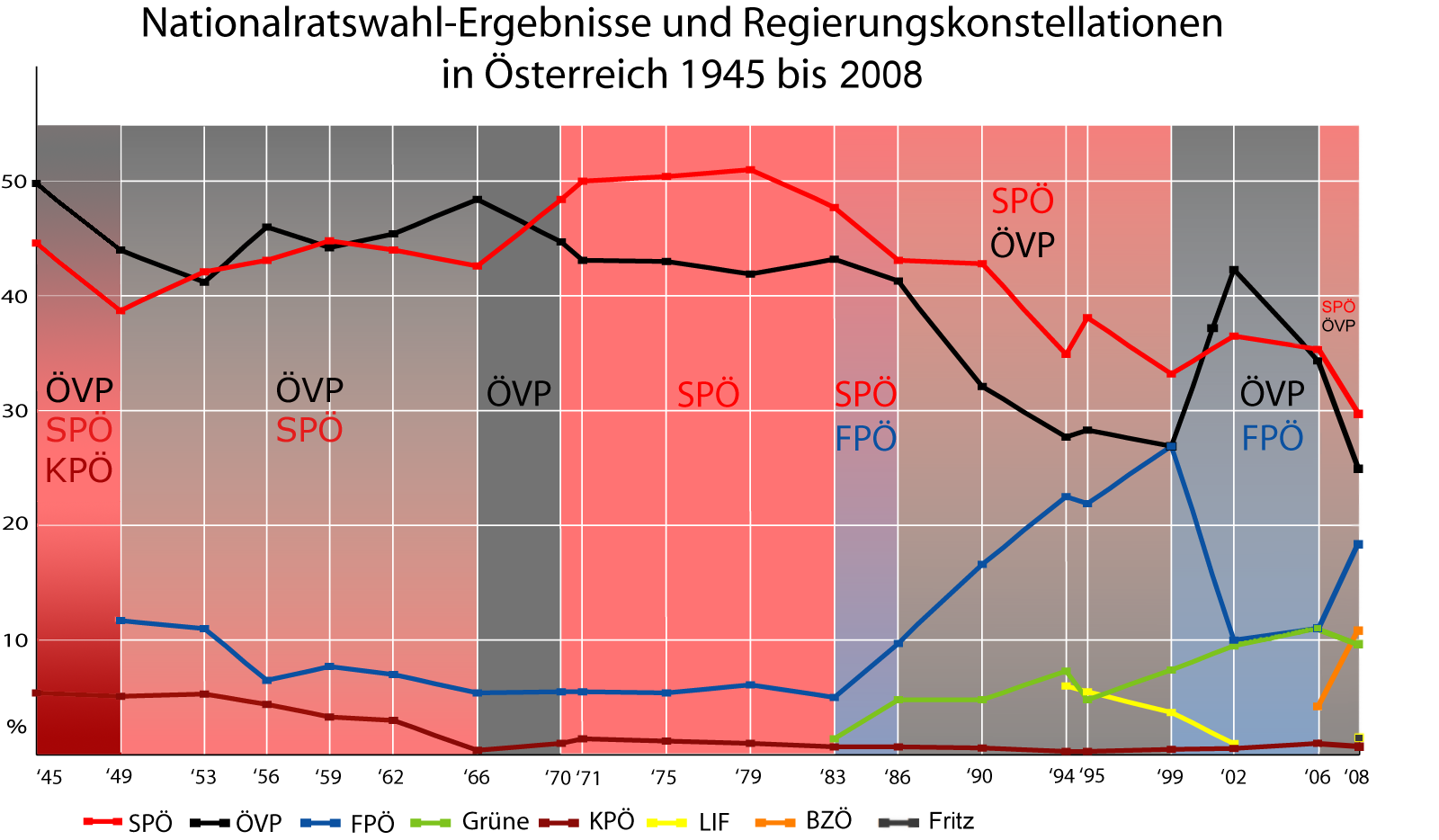
Risultati delle elezioni in Austria

Di seguito i risultati delle elezioni nazionali dal 1945 a oggi in termini percentuali dei voti validi e il numero di seggi.
| Anno                                                                             | SPÖ   | SPÖ | ÖVP   | ÖVP | Grüne1 | Grüne1 | FPÖ2  | FPÖ2 | BZÖ3 | BZÖ3 | LiF4 | LiF4   | KPÖ5 | KPÖ5 | NEOS | NEOS | Altri | Altri |
| -------------------------------------------------------------------------------- | ----- | --- | ----- | --- | ------ | ------ | ----- | ---- | ---- | ---- | ---- | ------ | ---- | ---- | ---- | ---- | ----- | ----- |
| Elezioni 1945                                                                    | 44,6  | 76  | 49,8  | 85  |        |        |       |      |      |      |      |        | 5,4  | 4    |      |      | 0,2   | 0     |
| Elezioni 1949                                                                    | 38,7  | 67  | 44,0  | 77  |        |        | 11,7  | 16   |      |      |      |        | 5,1  | 5    |      |      | 0,5   | 0     |
| Elezioni 1953                                                                    | 42,1  | 73  | 41,3  | 74  |        |        | 10,9  | 14   |      |      |      |        | 5,3  | 4    |      |      | 0,4   | 0     |
| Elezioni 1956                                                                    | 43,0  | 74  | 46,0  | 82  |        |        | 6,5   | 6    |      |      |      |        | 4,4  | 3    |      |      | 0,1   | 0     |
| Elezioni 1959                                                                    | 44,8  | 78  | 44,2  | 79  |        |        | 7,7   | 8    |      |      |      |        | 3,3  | 0    |      |      | 0,1   | 0     |
| Elezioni 1962                                                                    | 44,0  | 76  | 45,4  | 81  |        |        | 7,0   | 8    |      |      |      |        | 3,0  | 0    |      |      | 0,5   | 0     |
| Elezioni 1966                                                                    | 42,6  | 74  | 48,4  | 85  |        |        | 5,4   | 6    |      |      |      |        | 0,4  | 0    |      |      | 3,3   | 0     |
| Elezioni 1970                                                                    | 48,4  | 81  | 44,7  | 78  |        |        | 5,5   | 6    |      |      |      |        | 1,0  | 0    |      |      | 0,4   | 0     |
| Ritorno a 183 seggi                                                              |       |     |       |     |        |        |       |      |      |      |      |        |      |      |      |      |       |       |
| Elezioni 1971                                                                    | 50,0  | 93  | 43,1  | 80  |        |        | 5,5   | 10   |      |      |      |        | 1,4  | 0    |      |      | 0,0   | 0     |
| Elezioni 1975                                                                    | 50,4  | 93  | 42,9  | 80  |        |        | 5,4   | 10   |      |      |      |        | 1,2  | 0    |      |      | 0,0   | 0     |
| Elezioni 1979                                                                    | 51,0  | 95  | 41,9  | 77  |        |        | 6,1   | 11   |      |      |      |        | 1,0  | 0    |      |      | 0,0   | 0     |
| Elezioni 1983                                                                    | 47,6  | 90  | 43,2  | 81  | 3,4    | 0      | 5,0   | 12   |      |      |      |        | 0,7  | 0    |      |      | 0,1   | 0     |
| Elezioni 1986                                                                    | 43,1  | 80  | 41,3  | 77  | 4,8    | 8      | 9,7   | 18   |      |      |      |        | 0,7  | 0    |      |      | 0,3   | 0     |
| Elezioni 1990                                                                    | 42,8  | 80  | 32,1  | 60  | 4,8    | 10     | 16,6  | 33   |      |      |      |        | 0,6  | 0    |      |      | 3,3   | 0     |
| Elezioni 1994                                                                    | 34,9  | 65  | 27,7  | 52  | 7,3    | 13     | 22,5  | 42   |      |      | 6,0  | 11     | 0,3  | 0    |      |      | 1,4   | 0     |
| Elezioni 1995                                                                    | 38,1  | 71  | 28,3  | 52  | 4,8    | 9      | 22,0  | 41   |      |      | 5,5  | 10     | 0,3  | 0    |      |      | 1,1   | 0     |
| Elezioni 1999                                                                    | 33,2  | 65  | 26,9  | 52  | 7,4    | 14     | 26,9  | 52   |      |      | 3,7  | 0      | 0,5  | 0    |      |      | 1,5   | 0     |
| Elezioni 2002                                                                    | 36,5  | 69  | 42,3  | 79  | 9,5    | 17     | 10,0  | 18   |      |      | 1,0  | 0      | 0,6  | 0    |      |      | 0,2   | 0     |
| Elezioni 2006                                                                    | 35,3  | 68  | 34,3  | 66  | 11,0   | 21     | 11,0  | 21   | 4,1  | 7    |      | 0 (1)6 | 1,0  | 0    |      |      | 3,3   | 0     |
| Età di voto minima ridotta a 16 - legislatura prorogata da quattro a cinque anni |       |     |       |     |        |        |       |      |      |      |      |        |      |      |      |      |       |       |
| Elezioni 20087                                                                   | 29,3  | 57  | 26,0  | 51  | 10,4   | 20     | 17,5  | 34   | 10,7 | 21   | 2,1  | 0      | 0,8  | 0    |      |      | 3,2   | 0     |
| Elezioni 2013                                                                    | 26,86 | 52  | 24,01 | 47  | 12,34  | 24     | 20,55 | 40   | 3,53 | 0    |      |        |      |      | 5,0  | 9    |       |       |
| Elezioni 2017                                                                    | 26,0  | 52  | 31,5  | 62  | 3,8    | 0      | 26,0  | 51   |      |      |      |        | 0,8  | 0    | 5,3  | 10   | 4,48  | 8     |
| Elezioni 2019                                                                    | 21,3  | 40  | 37,5  | 71  | 13,9   | 26     | 16,2  | 31   |      |      |      |        | 0,7  | 0    | 8,1  | 15   | 3,2   | 0     |
| Elezioni 2024                                                                    | 21,1  | 41  | 26,3  | 51  | 8,2    | 16     | 28,9  | 57   |      |      |      |        | 2,4  | 0    | 9,1  | 18   | 4,0   | 0     |

1 1983 ALO (Lista alternativa d'Austria, 1,4%) e VGO (Verdi uniti di Austria, 1,9%)
21949 e 1953 come VDU (Partito della elezione degli Indipendenti (WDU))
3 Il BZÖ nacque nel 2005 come un gruppo scissionista di ex ministri del FPÖ esordendo per la prima volta alle elezioni nazionali del 2006 
4 Il Forum Liberale non si candidato alle elezioni del 2006 con una propria lista, ma nell'ambito di una alleanza elettorale con l'SPÖ. Alessandro Zach si dimise dal partito e da deputato poco prima delle elezioni nel settembre 2008 lasciando spazio a un socialdemcoratico 
5 VO 1953 (Comunità elettorale austriaca - opposizione popolare) 1956-1966 KlS (comunisti e socialisti di sinistra) 
6 Alle elezioni non venne eletto, ma un deputato del SPÖ su ordine del partito gli lascio il posto, ciò fino al suo ritiro obbligatorio dal LIF nel settembre 2008.
7 Dalla rottura della grande coalizione furono indette elezioni anticipate.
8 Jetzt - Lista Pilz nato da una scissione dai Verdi ottiene il 4,4% e 8 eletti.

## Competenze

### Legislazione
Proposte di iniziativa, disegni di legge e petizioni
L'iniziativa legislativa può partire dai deputati (detta mozione d'iniziativa), dalle commissioni del Nationlrat, dal governo federale (dette proposte di legge governativi), dal Bundesrat e, attraverso il referendum, dal corpo elettorale.
Le iniziative di legge sono effettivamente condotte, tuttavia, quasi sempre da parte del governo federale; anche se i partiti di governo prima dell'introduzione delle proposte di governo a scopo di evitare alcune lunghe settimane di procedura di revisione paritaria, evitano mozioni, indesiderate, d'iniziativa spontanea.
Le tre letture della proposta
Una volta che un disegno di legge è stata depositato, avvengono
le cosiddette tre letture (incontri sulla proposta) a condizione che:
- La prima lettura è la creazione della proposta e dei suoi contenuti dedicati, dopo di che la proposta è generalmente assegnata alla commissione competente o sottocommissione.
- La seconda lettura inizia con una relazione della commissione sulla presentazione è per il dibattito speciale previsto nella proposta, può essere, se necessario, discussa paragrafo per paragrafo.
- La terza lettura dovrebbe svolgersi, in conformità al regolamento, almeno un giorno dopo la seconda lettura, "periodo di riflessione" e poi inserire l'intera proposta nel testo, che ha portato alla seconda lettura, ancora una volta per discutere prima della definitiva deliberazione. Con una delibera può anche seguire immediatamente la seconda lettura, soprattutto se nessuno vuole più prendere la parola, perché la materia, in seconda lettura, è già stata ampiamente discussa e i partiti di governo sono d'accordo.

Il sistema delle tre letture è una eredità del Consiglio imperiale: La prima lettura era la semplice comunicazione, un compito in cui i media hanno da tempo preso il sopravvento.
La seconda lettura era la consulenza in dettaglio; tale compito oggi si riscontra per lo più nel processo di revisione, nel quale prima del via libera finale su un disegno di legge da parte del governo federale, il ministro competente invita tutti i gruppi di diritto privato e d'interessi giuridici correlati a commentare in merito al progetto.
La presentazione dei pareri degli esperti, solitamente comunicate da questi mezzi di comunicazione, portano spesso a cambiamenti significativi nelle bozze ministeriali. La terza lettura in parlamento non è fissata a maggioranza, come era nel Parlamento imperiale nelle sue ultime decadi, ma serve il parere definitivo dei partiti, anche se non dovessero votare a favore o contro una proposta.

### Processo d'approvazione
Il Consiglio nazionale approva semplici leggi federali in presenza di almeno un terzo di tutti i deputati (i giuristi definiscono questa presenza come quorum minimo) a maggioranza semplice. Allo stesso modo può solo sciogliere se stesso, altrimenti il governo federale o singoli membri dello stesso possono sprimere la sfiducia.
La ratifica delle decisioni dopo un veto del Bundesrat deve essere almeno la metà di tutti i membri presenti. E la maggioranza semplice dei voti.
Per La modifica delle leggi costituzionali sono necessari, la presenza di almeno la metà di tutti i deputati e una maggioranza dei due terzi dei voti.
Inoltre, il Nationalrat può proporre referendum e consulatazioni popolari. Un referendum è indetto su ordine del Presidente federale.
- se il Parlamento decide di condurre un referendum sulle sue decisioni legislative (per questa decisione è necessaria la maggioranza dei propri membri come per la decisione legislativa ordinaria), o se la maggioranza dei membri del Consiglio nazionale lo richiede (Art.43 B-VG);
- di qualsiasi variazione complessiva della Costituzione federale (articolo 44 § 3 della Costituzione federale);
- gli emendamenti parziale della Costituzione federale (cioè ai singoli articoli della Costituzione federale), se richiesto da un terzo dei membri del Consiglio nazionale o del Consiglio federale (art. 44 § 3 B-VG).

L'esito di un referendum non è vincolante per il Nationlrat, l'esito può essere certificato da quest'ultimo con la legge federale ordinaria.
Su questioni di importanza fondamentale e generale, l'atteggiamento e l'opinione della popolazione austriaca dovrebbero essere esplorate.
Il ruolo del Bundesrat
In seguito all'approvazione del Nationlrat è del Cancelliere federale il testo viene trasmesso al Bundesrat.
A eccezioni delle leggi finanziarie (questa può essere decisa esclusivamente dalla Camera dei rappresentanti, come già avveniva durante la monarchia), del regolamento interno del Nationalrat
e dalla decisione di sciogliere se stesso, senza il passaggio al Bundesrat.
Il Bundesrat ha, nella maggior parte dei casi, solo la possibilità di un veto sospensivo sulle decisioni del Nationalrat. Un veto assoluto arriva solo nelle decisioni che riguardano le proprie competenze o quelle dei lander. Ad un veto sospensivo del Bundesrat, il Consiglio nazionale può superarlo con una risoluzione definitiva, a maggioranza semplice, con cui supera l'obiezione del Bundesrat.
Al Bundesrat è richiesta una decisione entro otto settimane. In caso di mancata pronuncia la legge si considera approvata in via definitiva, in quanto si applica il principio del silenzio assenso.
Ratifica da parte del Presidente federale
L'adozione delle leggi federali in conformità alla Costituzione è attestata dalla firma del
Presidente federale. La legge viene proposta dal Presidente federale per la promulgazione dal Cancelliere federale, che a sua volta deve controfirmare la promulgazione (art.47 § 1,2,3 B-VG).
Fino a che punto il concetto di costituzionalità è interpretato dal Presidente federale non è determinato dalla Costituzione. Il Presidente è stato limitato esclusivamente al controllo formale della costituzionalità o meno del processo legislativo.
La costituzionalità sostanziale delle leggi è di competenza della Corte di giustizia costituzionale, essa può agire solo dopo che una legge è stata promulgata ed è entrata in vigore.
Entrata in vigore
Le leggi federali ed i trattati internazionali sono pubblicati dal Cancelliere federale nella Gazzetta ufficiale federale. Essi entrano in vigore, se non viene disposto espressamente in altro senso, il giorno successivo a quello in cui viene edito e distribuito il numero della Gazzetta ufficiale che contiene la pubblicazione, e la loro efficacia si estende, se non viene espressamente disposto in altro senso, a tutto il territorio federale; ciò tuttavia non vale per i trattati internazionali, per la cui esecuzione sia necessaria l'adozione di specifiche disposizioni di legge previste dalla costituzione (art.49 § 1 B-VG).
Il Cancelliere federale, congiuntamente ai ministri federali competenti, è autorizzato, se necessario a ripubblicare nella Gazzetta ufficiale federale leggi federali nel loro testo vigente, nonché trattati internazionali; tale ripubblicazione ha effetto vincolante.
La ripubblicazione è possibile quando è necessario:
- correggere espressioni e termini desueti e riadattare l'ortografia desueta alla nuova ortografia;
- correggere riferimenti ad altre norme giuridiche non più corrispondenti alla legislazione vigente, come anche altre incongruenze;
- definire come non più in vigore disposizioni che sono state abrogate con disposizioni successive o sono divenute superflue;
- definire abbreviazioni di titoli o abbreviazioni di sigle;
- modificare i riferimenti ad articoli, paragrafi, commi e simili conformemente alla scomparsa o all'inserimento di singole disposizioni e di conseguenza di correggere i relativi rinvii all'interno del testo della disposizione;
- riassumere disposizioni transitorie ed anche versioni precedenti ancora in vigore della legge federale in questione, indicandone l'ambito di azione, rendendole allo stesso tempo note all'atto della rinnovata pubblicazione con una pubblicazione a sé stante (art.49a § 1,2 B-VG).

## Partecipazione all'esecutivo della federazione
Il Nationalrat, a differenza del Governo federale e del Presidente federale detiene i diritti di consenso e approvazione, per quanto riguarda la conclusione di trattati. Egli propone inoltre al Presidente federale la nomina di tre membri effettivi e due supplenti della Corte di giustizia costituzionale. Poiché la Corte dei Conti è un organo del parlamento (Art. 122 comma 1 B-VG), il Nationalrat elegge il suo Presidente (Art. 122 comma 4 B-VG). Inoltre il Nationalrat può incaricare la Corte dei Conti di singole istruttorie.
Lo stesso vale con la scelta dei tre difensori civici, dove i tre maggiori gruppi parlamentari hanno diritto di proporli.
Se il Presidente federale è impedito, le attribuzioni relative passano immediatamente al
Cancelliere federale. Se si prevede che l'impedimento del Presidente federale duri più di 20 giorni o che il Presidente sia impedito nell'ulteriore svolgimento del suo incarico, le sue funzioni sono espletate da un Praesidium composto dal Presidente, dal secondo Presidente e dal terzo Presidente del Nationalrat. La stessa disposizione si applica se l'ufficio della Presidenza federale si rende vacante in modo duraturo (Art.64 comma 1 B-VG).
Congiuntamente al Bundesrat il Nationalrat forma l'Assemblea federale (Art. 38 B-VG). Anche se è composto di organi legislativi, è un organo puramente esecutivo.

### Diritti di controllo sulla amministrazione
Il Nationalrat ha i seguenti diritti di controllo sulla amministrazione:

#### Diritto di proporre interpellanze
Il Nationalrat ha il diritto d'interpellanza (Fragerecht) al Governo federale, sotto forma di richieste scritte e orali urgenti.

#### Diritto di proporre risoluzioni
Il Nationalrat Mediante le risoluzioni esprime un giudizio sull'esercizio dell'attività esecutiva (Art. 52 comma 1 B-VG). Queste risoluzioni non sono giuridicamente vincolanti, ma hanno ancora una certa forza politica.

#### Diritto d'inchiesta
Anche la creazione di commissioni d'inchiesta (Untersuchungsausschuss) (Art. comma 53 B-VG) è una possibilità di controllo politico sull'esecutivo.

#### Messa in stato d'accusa di un ministro
I membri del Governo federale possono essere messi in stato d'accusa dal Nationalrat, in quanto alla responsabilità, per violazione di legge: con deliberazione dello stesso (Art 76 B-VG e Art 142 B-VG).
Per una deliberazione di messa in stato dì accusa ai sensi dell'articolo 142, è necessaria la
presenza di almeno la metà più uno dei membri.

#### Voto di sfiducia
Il Nationalrat può sfiduciare un singolo membro o l'intero governo federale.
Se il Nationalrat nega la fiducia al Governo federale o a singoli membri di esso, con
deliberazione esplicita, il Governo o il Ministro, federale in questione dev'essere sollevato
dall'incarico(Art 74 comma 1 B-VG).
Spetta al Presidente federale sollevar dall'incarico il Governo federale o singoli membri.
Inoltre, il Consiglio nazionale esercita i suoi diritti di controllo e revoca, sulla Corte dei Conti, l'Ufficio del Mediatore, e la Commissione delle Forze Armate.

## Rapporto con il presidente federale
Il presidente federale nomina il Consiglio nazionale - ai sensi dell'(art 28 comma 1,2,3 B-VG) -egli convoca il Consiglio nazionale ogni anno per una sessione ordinaria che non deve iniziare prima del 15 settembre né durare oltre il 15 luglio dell'anno successivo.
Presidente federale dichiara chiuse le sessioni del Consiglio nazionale su deliberazione del Consiglio stesso.
Il presidente federale può convocare il Nationlrat anche per sessioni straordinarie. Su richiesta del Governo federale o di almeno un terzo dei membri del Consiglio nazionale o del Consiglio federale, il presidente federale è tenuto a convocare il Nationalrat entro due settimane in sessione straordinaria, in modo che il Nationalrat possa riunirsi entro due settimane dalla richiesta del presidente federale; la convocazione non richiede alcuna controfirma. Per la convocazione di una sessione straordinaria su richiesta dei membri del
Consiglio nazionale o su richiesta del Consiglio federale, non è necessaria la proposta del Governo federale.
Il capo dello Stato può sciogliere il Consiglio nazionale su raccomandazione del governo, ma solo una volta per la stessa ragione. Questo è successo finora solo nel 1930 da Wilhelm Miklas.
Ma non può esistere un Governo federale nominato dal presidente federale contro la maggioranza in parlamento. Inoltre, l'iniziativa per la convocazione dell'Assemblea nazionale, sul rinvio a giudizio o per la convocazione di un referendum per la destituzione del presidente federale spetta al Nationalrat. Finora, il Nationalrat, tuttavia, non ha mai compiuto un tale passo.
Il rapporto del presidente agli altri organi dello stato è generalmente caratterizzato dalla cosiddetta rinuncia di ruolo.
Il Consiglio nazionale e il presidente hanno in comune un elevato grado di legittimità democratica. Essi sono eletti direttamente dal popolo.

## Deputati
Il Nationalrat è composto da 183 deputati. Nella sua prima riunione dopo le elezioni politiche elegge il proprio presidente e due vicepresidenti (chiamati rispettivamente "secondo presidente" e "terzo presidente") che si alternano con il presidente nelle riunioni.
Fin dal 1920 è consuetudine che venga nominato il presidente del gruppo più numeroso.
Come Presidente del Nationalrat egli agisce fino al termine della legislatura.
Attuale Presidente del Nationalrat è Barbara Prammer (SPO), secondo presidente Fritz Neugebauer (OVP), terzo presidente Martin Graf (FPÖ).
Come nella maggior parte delle democrazie anche in Austria i deputati godono delle immunità politica. Questa si divide in:
- Immunità professionale: I membri non possono essere perseguiti per le loro opinioni espresse in seduta plenaria del Consiglio nazionale. Essi devono renderne conto solo al Nationalrat stesso (esenzione personale dalla pena).
- Immunità non professionale: Un membro può generalmente essere perseguito dalle autorità giudiziaria solo con l'approvazione della commissione immunità del Nationalrat per la condotta criminale extra-parlamentare, a meno che l'atto non sia ovviamente legato alla sua attività politica (per esempio, falsa testimonianza in tribunale in un processo penale[5]) o sia stato colto in flagranza durante la perpetrazione di un reato.

In questo caso la commissione immunità può richiedere la cessazione del procedimento (e la cancellazione dell'arresto già compiuto). L'accusa è di nuovo possibile una volta che il mandato è terminato.
Discussione attuale su un nuovo sistema di immunità dei deputati.

Ai singoli deputati è costituzionalmente garantito il libero esercizio dei loro doveri senza alcun vincolo di sorta.
Egli può anche accettare gli ordini di votare in questo o quel senso o di parlare.
In questa tensione, tra la volontà del singolo e quella di ogni partito rappresentato in Parlamento, l'ambizione di ogni partito è raggiungere un "comportamento di voto chiuso" del loro gruppo parlamentare.
Come incentivo i partiti per molti anni chiedevano le dimissioni in bianco dei loro parlamentari, fino a quando questo è stato riconosciuto come illegale. Oggi hanno bisogno di esercitare pressioni psicologiche dei pari e la prospettiva di non ottenere candidatura alle prossime elezioni nella lista.
Deve essere tollerato dai gruppi politici, ma anche dai deputati, quella loro particolare decisione sul voto. Alcuni possono convenire e stare lontano dal voto in questione.

### Remunerazione dei deputati
La remunerazioni dei membri del Nationalrat sono disciplinate dalla legge federale concernente il trattamento economico (§ 1 BBezG). Le altezze dei riferimenti sono definiti in termini di distribuzione del reddito. L'inizio di questa piramide è l'importo iniziale. che fu stabilito nel 1997 con 100.000 scellini. L'importo viene aumentato ogni anno di un fattore (fattore di aggiustamento), che è determinato dal revisore generale e promulgato sulla Gazzetta Ufficiale della Wiener Zeitung (§ 3 comma 1 e 2 insieme BezBegrBVG con § 2 Abs BBezG 2). Nel 2009 è stato l'importo iniziale di € 8421,12. Nel 2010, il presidente della Corte ha determinato un fattore di rettifica di 1,012. Ne deriva dal 1º gennaio 2011, un importo iniziale di € 8.522,17. Tutti gli stipendi sono calcolati secondo l'art § 3 comma 1 BBezG dopo tale importo iniziale:
- Membro dell'Nationalrat al 100%
- Presidente del gruppo parlamentare 170%
- Secondo e terzo presidente del Nationalrat del 170%
- Presidente del Nationalrat del 210%

Il costo di compensazione avviene 14 volte l'anno (§ 2 comma 1 e BBezG § 5) e sono pagate in anticipo all'inizio di ogni mese (§ 7 Abs BBezG). Il diritto alla retribuzione decorre dal giorno dell'inaugurazione e termina con la data di pensionamento della legislatura (§ 4 comma 1 BBezG). Ci sono inoltre disposizioni speciali per il rimborso delle spese (§ 10 BBezG), per il rimborso dei viaggi d'affari (BBezG § 10) e della previdenza (§ 12ff BBezG). Agli organi non sono permesse prestazioni in denaro nell'ambito del BBezG senza rinunciare al (BBezG § 16). Le coperture sono conformi al § 25 comma 1 punto 4 lettera a dell'EStG reddito da lavoro e sono quindi soggette alla imposta sui salari (§§ 47ff EStG).